# Margarida Àlvarez
Margarida Álvarez i Álvarez (Provincia de Lugo, 1948) es una maestra y política española de origen gallego.
Establecida en Cataluña, ha trabajado como profesora de matemáticas en enseñanza secundaria y desde 1983 como funcionaria en la Inspección de Servicios del departamento de Enseñanza. En 1995 dio clases de catalán y castellano a inmigrantes. De 1997 a 1999 coordinó la integración educativa de hijos de familias inmigrantes o con riesgo de marginación social y cultural. De 1996 a 1999 fue representante del Departamento de Enseñanza de la Generalidad de Cataluña en el Programa para la Prevención y Asistencia del Sida.
A finales de 1999 fue nombrada presidenta del Instituto Catalán de las Mujeres, a pesar de la oposición del PSC quién alegaba su militancia en UDC, partido que no se ha destacado nunca por sus actuaciones en defensa de los derechos de la mujer En 2001 pidió a la empresa automovilística Renault la retirada de un anuncio considerado sexista.
Cuando en diciembre de 2002 se hizo pública su sustitución en el cargo por Joana Ortega y Alemany culpó públicamente de su destitución a Josep Antoni Duran i Lleida, a pesar de que manifestó que continuaría militante en Unión Democrática de Cataluña.